# Andronik IV. Paleolog
Andronik IV. Paleolog (grč. Ἀνδρόνıϰος Παλαıολόγος, Andrónikos Palaiológos) (?, 11. travnja 1348. – ?, 28. lipnja 1385.), stariji sin Ivana V. i bizantski car (1376. – 1379.). Kratkotrajno je smijenio s vlasti svoga oca i zavladao samostalno, ali ubrzo je bio svrgnut s vlasti. U sukob između Andronika IV. i njegova oca umiješalo se i Osmansko Carstvo kao nova sila koja je nametnula vazalan odnos ostacima Bizantskog Carstva koje se u to vrijeme sve više teritorijalno osipalo.

## Životopis
Bio je najstariji sin bizantskog cara Ivana V. i Helene Kantakuzen. Iskoristio je očevu odsutnost u Maloj Aziji, gdje se borio na strani sultana Murata I. da bi se, uz pomoć osmanskog princa Saudžija Čelebije, pobunio protiv svoga oca Ivana V. Pobunu je ugušio turski sultan koji je okrutno kaznio svoga sina, dok je Ivan V. primijenio blažu kaznu na svoga sina i unuka. Andronik je bio lišen prava na prijestolonasljedstvo, a za sucara je okrunjen Ivanov mlađi sin, Manuel II. Sukob između oca i sina isprepleo se s mletačko-genoveškim sukobom oko grada Teneda. Ivan V. je odlučio predati taj grad Mlečanima, na što su Đenovljani oslobodili utamničenog Andronika i pomogli mu da se opet digne protiv oca. Ovaj put bio je podržan i od strane Turaka te je 12. kolovoza 1376. godine, uz pomoć Genovežana zauzeo Carigrad i preuzeo vlast, ali je već 1379. godine bio zbačen s vlasti, jer se pomoću Mlečana i uz pristanak Osmanlija na prijestolje vratio detronizirani car Ivan V. i njegov mlađi sin Manuel II.
Nakon povratka na vlast, car Ivan V. bio je prisiljen priznati Andronika IV. i njegova sina Ivana VII. za pravovaljane nasljednike te im je ustupio Selimbriju, Herakleju, Radest i Panid, čime su se ionako slabi ostaci Bizanta raspali na manje teritorijalno-upravne jedinice kojima su upravljali članovi carske dinastije. Andronik IV. je do kraja života upravljao gradovima na Mramornom moru te je bio više ovisan o sultanu nego o svome ocu.